# Tone Zgonc
Tone Zgonc (partizansko ime Vasja), slovenski častnik generalpodpolkovnik JLA, * 26. december 1914, Draga pri Šentrupertu, † 1. januar 2002, Trebnje.

## Življenje in delo
Pred drugo svetovno vojno je bil kmečki delavec. Po okupaciji 1941 se je priključil partizanom, kjer je med drugim postal komandant Vzhodnodolenjskega odreda in Belokranjske brigade. Po vojni je ostal v JLA, kjer je 1954 končal Višjo vojaško akademijo JLA. Za udeležbo v NOB je prejel partizansko spomenico 1941.